# 三戸岡道夫
三戸岡 道夫（みとおか みちお、本名：大貫満雄、1928年（昭和3年） - ）は、日本の作家、実業家。

## 概要
静岡県浜松市出身。静岡県立掛川西高等学校を経て東京大学法学部を卒業後協和銀行に入行し、副頭取を最後に退職する。その後は文筆活動に専念する。
社団法人大日本報徳社にて副社長に就任し、二宮尊徳や報徳思想にまつわる書籍も著している。会社法に関する専門書を上梓した同姓同名(本名)が存在していたが、別の人物。
日本ペンクラブ会員。

## 著書
- 降格を命ず（1989年6月、栄光出版社、ISBN 978-4754189068）
- 支店長の妻たち（1990年5月、栄光出版社、ISBN 978-4754190033）
- 社長の椅子（1991年2月、栄光出版社、ISBN 978-4754190071）
- 修羅の銀行〈上〉（1992年5月、栄光出版社、ISBN 978-4754192006）
- 修羅の銀行〈下〉（1992年5月、栄光出版社、ISBN 978-4754192013）
- 冀北の人岡田良一郎（1999年3月、栄光出版社、ISBN 978-4754100247）
- 二宮金次郎の一生（2002年5月、栄光出版社、ISBN 978-4754100452）
- 孔子の一生（2005年9月、栄光出版社、ISBN 978-4754100735）
- 金原明善の一生（2007年9月、栄光出版社、ISBN 978-4754101022）
- 声に出して活かしたい論語70（2006年9月、栄光出版社、ISBN 978-4754100841）
- 声に出して活かしたい論語70 続（2007年12月、栄光出版社、ISBN 978-4754101060）